# Lac Nahuel Huapi
 (novembre 2024).
Si vous disposez d'ouvrages ou d'articles de référence ou si vous connaissez des sites web de qualité traitant du thème abordé ici, merci de compléter l'article en donnant les références utiles à sa vérifiabilité et en les liant à la section « Notes et références ».
Le lac Nahuel Huapi est un lac argentin d'origine glaciaire situé dans la cordillère des Andes. Il s'étend sur les provinces de Río Negro et de Neuquén, dans le parc national de même nom.
Son nom, d'origine mapuche, signifie « île des Jaguars ».

## Description

Carte du parc national Nahuel Huapi.

Il est situé à une altitude de 768 mètres environ. Il a une superficie de 557 km2, soit une surface un peu inférieure à celle du lac Léman en Suisse et en France. La longueur de ses rives est de 357 kilomètres. La superficie de son bassin est 4 260 km2. 
Il est renommé pour sa profondeur (jusqu'à 464 mètres) et ses sept ramifications du côté occidental, non loin de la frontière chilienne. 
L'importante ville de San Carlos de Bariloche est construite sur sa rive sud-est.

## Hydrographie
Il est en relation avec d'autres lacs andins, nombreux dans la région, comme les lacs Gutiérrez, Moreno, Espejo et Correntoso dont il reçoit les eaux. Ceux-ci ont tous une bien moindre taille que lui. Il constitue le début du cours du río Limay qui est son émissaire. Il possède de nombreuses îles dont la plus importante, entre autres pour son activité touristique, est l' Île Victoria, de 31 km². Face à la ville de San Carlos de Bariloche se trouve l'île Huemul bien moins étendue, anciennement siège de l'activité de recherche nucléaire argentine.
Les précipitations (pluies et neige) tombent abondamment sur son bassin, avec une diminution progressive d'ouest en est. Ainsi, alors que sur sa rive ouest, dans la station de Puerto Blest près de la frontière chilienne, il tombe des précipitations jusque 4 000 mm/an, à l'est, dans la région de San Carlos de Bariloche, il n'en tombe plus que 780 mm annuellement.

## Les différents bras et les lacs tributaires
Le lac Nahuel Huapi se distingue par son rivage très déchiqueté. On distingue sept bras principaux, soit du nord au sud :
- Au nord : le bras Última Esperanza. À l'est de son point de départ, se trouve la confluence du río Correntoso, cours d'eau fort abondant et tributaire principal du lac Nahuel Huapi. Il est l'émissaire des lacs Correntoso, Espejo et Espejo Chico, ainsi que de la lagune Campana.
- Au nord toujours, mais un peu plus vers l'ouest : le bras Rincón. Il reçoit du côté nord l'émissaire du lac Totoral, lui-même alimenté par le lac Aruncohue.
- Au nord-ouest : le bras Machete, le plus court des sept bras. Il reçoit à son extrémité le río Machete, émissaire du lac Ángel Gallardo.
- Au nord-est : le bras Huemul qui se prolonge vers le sud-ouest
- À l'ouest : le bras Blest. À son extrémité, il reçoit les eaux du río Frías, émissaire du lac Frías, situé au sud de ce bras. Plus au nord-ouest, juste avant la frontière chilienne se trouve le lac Ortiz Basualdo, également tributaire du bras Blest, de même que le lac Los Cántaros.
- Au sud-ouest : le bras Tristeza. Il reçoit à son extrémité l'émissaire du lac Frey. À sa racine, un peu à l'ouest de la localité de Llao Llao, il communique avec le lac Moreno dont il reçoit les eaux par un mince détroit.
- Au sud enfin, le bras Campanario s'allonge du nord-ouest vers le sud-est entre le lac Moreno au sud, et le corps principal du Nahuel Huapi au nord. Il est séparé de ce dernier par la péninsule San Pedro.

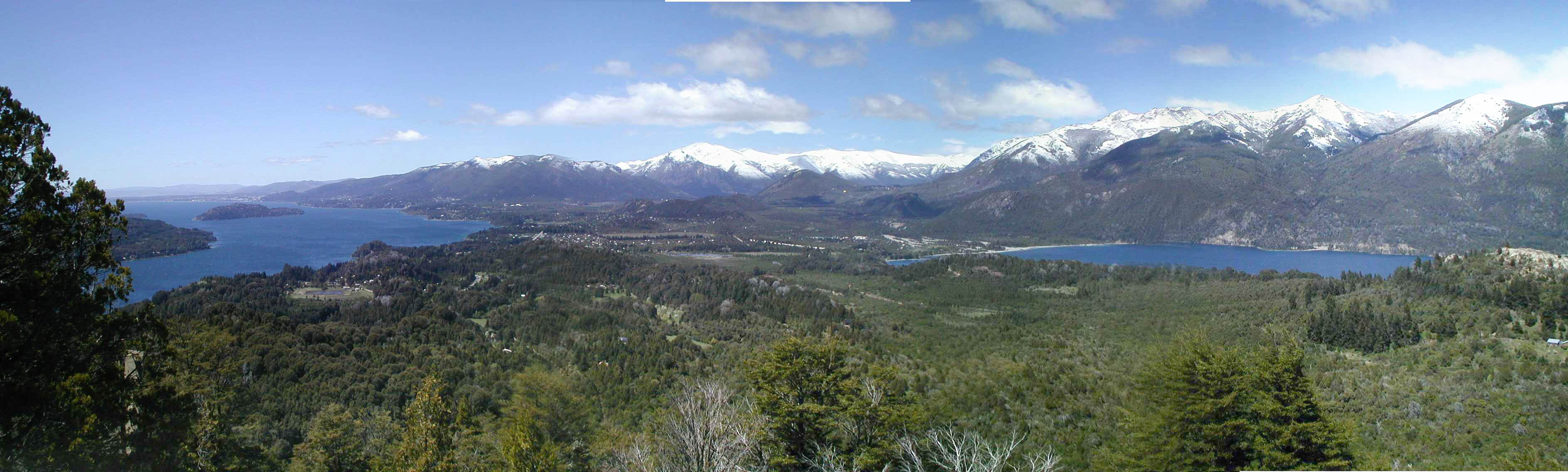
Vue prise depuis l'ouest, de la côte méridionale du lac, y compris la ville de Bariloche. À gauche en bas : le bras Campanario à sa naissance. L'île correspond à lÎle Huemul. À droite, c'est-à-dire au sud, le plan d'eau que l'on voit est le lac Gutiérrez. Au fond, des hauteurs arrondies séparent le lac du vaste plateau sec de Patagonie centrale.

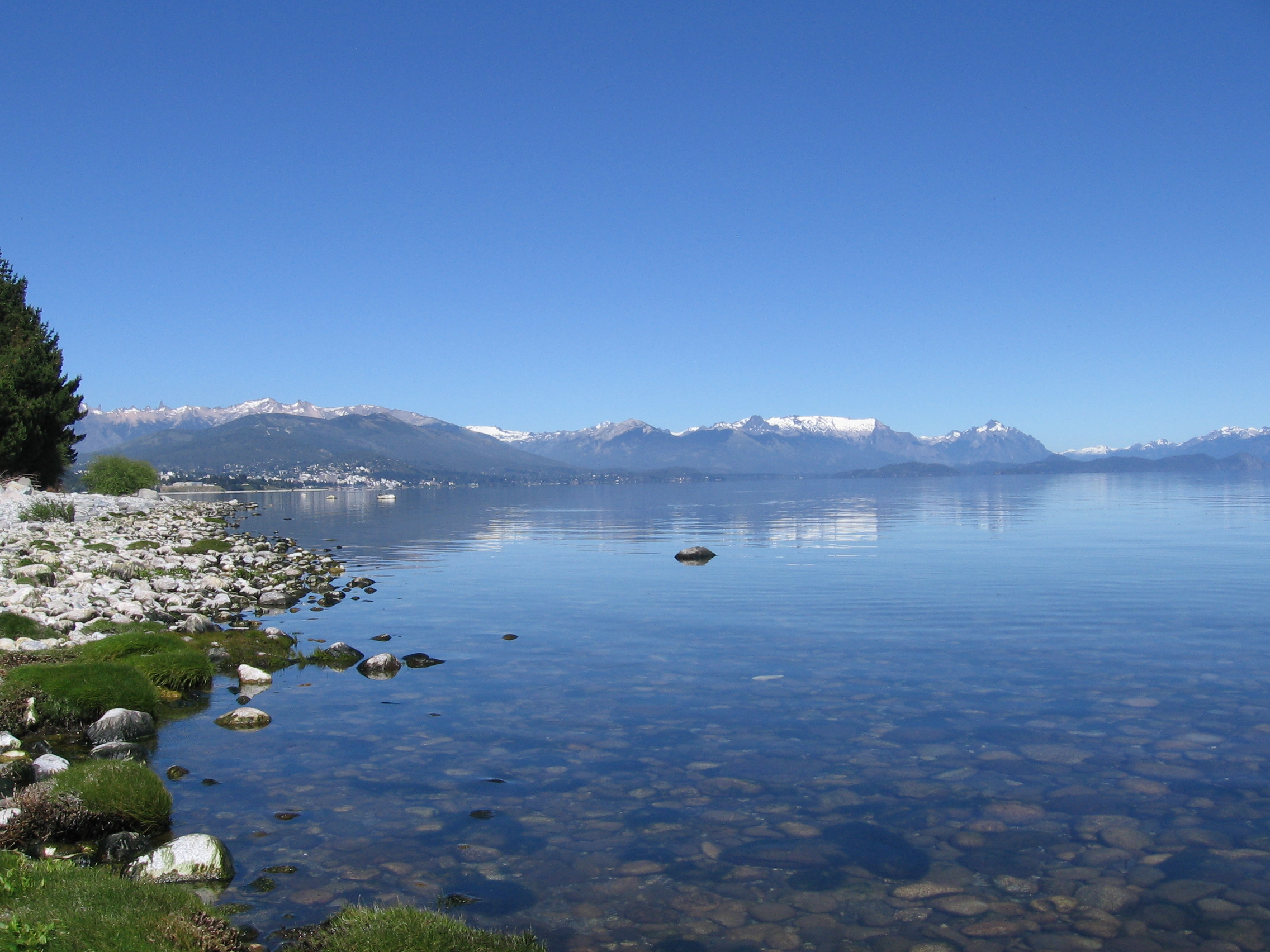
Autre vue du lac Nahuel Huapi.

## Mythes
Il existerait dans le lac Nahuel Huapi une étrange créature appelée Nahuelito, un mythe semblable à celui du monstre du Loch Ness. 